# Snowboarding na Zimowej Uniwersjadzie 2023
Snowboard na Zimowej Uniwersjadzie 2023 odbył się w dniach 13–22 stycznia 2023. Zawodnicy rywalizowali w dziesięciu konkurencjach – pięciu męskich i pięciu żeńskich.

## Zestawienie medalistów

### Kobiety
| Data             | Konkurencja                   | Złoto          | Srebro               | Brąz                 |
| ---------------- | ----------------------------- | -------------- | -------------------- | -------------------- |
| 13 stycznia 2023 | Snowboardcross (szczegóły)    | Sophie Hediger | Chloé Passerat       | Kim Martinez         |
| 18 stycznia 2023 | Slopestyle (szczegóły)        | Livia Tanno    | Noémie Equy          | Tinkara Tanja Valcl  |
| 20 stycznia 2023 | Big Air (szczegóły)           | Livia Tanno    | Hikari Yoshizawa     | Noémie Equy          |
| 21 stycznia 2023 | Gigant równoległy (szczegóły) | Elisa Fava     | Carmen Kainz         | Flurina Neva Bätschi |
| 22 stycznia 2023 | Slalom równoległy (szczegóły) | Carmen Kainz   | Flurina Neva Bätschi | Nadija Hapatyn       |

### Mężczyźni
| Data             | Konkurencja                   | Złoto           | Srebro               | Brąz             |
| ---------------- | ----------------------------- | --------------- | -------------------- | ---------------- |
| 13 stycznia 2023 | Snowboardcross (szczegóły)    | Benjamin Gattaz | Jakub Žerava         | Leon Beckhaus    |
| 18 stycznia 2023 | Slopestyle (szczegóły)        | Lee Min-sik     | Haruhi Tsuji         | Atsuhiro Suzuki  |
| 20 stycznia 2023 | Big Air (szczegóły)           | Yusei Kaku      | Moritz Wolfgang Breu | Atsuhiro Suzuki  |
| 21 stycznia 2023 | Gigant równoległy (szczegóły) | Mychajło Charuk | Matthäus Pink        | Hong Seung-yeong |
| 22 stycznia 2023 | Slalom równoległy (szczegóły) | Matthäus Pink   | Dominik Burgstaller  | Mychajło Charuk  |

## Klasyfikacja medalowa
| Miejsce | Reprezentacja    | Złoto | Srebro | Brąz | Razem |
| ------- | ---------------- | ----- | ------ | ---- | ----- |
| 1       | Szwajcaria       | 3     | 1      | 1    | 5     |
| 2       | Austria          | 2     | 3      | 0    | 5     |
| 3       | Francja          | 1     | 2      | 2    | 5     |
| 3       | Japonia          | 1     | 2      | 2    | 5     |
| 5       | Ukraina          | 1     | 0      | 2    | 3     |
| 6       | Korea Południowa | 1     | 0      | 1    | 2     |
| 7       | Włochy           | 1     | 0      | 0    | 1     |
| 8       | Niemcy           | 0     | 1      | 1    | 2     |
| 9       | Czechy           | 0     | 1      | 0    | 1     |
| 10      | Słowenia         | 0     | 0      | 1    | 1     |
| Razem   | Razem            | 10    | 10     | 10   | 30    |